# Sveindís Jane Jónsdóttir
Sveindís Jane Jónsdóttir (Sandgerði, 5 juni 2001) is een IJslands voetbalspeelster. Ze speelt als aanvaller voor Angel City FC in de NSWL.

## Clubcarrière
Jónsdóttir maakte haar debuut voor het eerste elftal van Keflavík ÍF in 2015. Tijdens het seizoen 2016 wist ze 27 keer tot scoren te komen in 19 competitiewedstrijden in de 1. deild kvenna, het tweede voetbalniveau van IJsland. In 2018 hielp Jónsdóttir met 9 doelpunten in 18 competitiewedstrijd Keflavík aan promotie naar de Úrvalsdeild, het hoogste voetbalniveau van IJsland.
In december 2019 werd Jónsdóttir uitgeleend aan competitiegenoot Breiðablik. Ze hielp Breiðablik aan het kampioenschap in de Úrvaldseild in 2020. Na afloop van het seizoen werd ze uitgeroepen tot speelster van het seizoen en ook won ze de Gouden Schoen door veertien keer tot scoren te komen. Dit was evenveel als ploeggenote Agla María Albertsdóttir, maar Jónsdóttir had hier minder minuten voor nodig.
Jónsdóttir tekende in december 2020 een contract bij VfL Wolfsburg. Tegelijkertijd werd ze uitgeleend aan het Zweedse Kristianstads DFF om ervaring op te kunnen doen. Ze wist gelijk tot scoren te komen binnen elf minuten in haar debuutwedstrijd voor Kristianstads in de Damallsvenskan oo 18 april 2021. Jónsdóttir wist in haar tweede wedstrijd met een doelpunt en een assist een belangrijke bijdrage te leveren aan de 2-1 overwinning op Djurgårdens IF. Ze liep op 30 april een knieblessure op in een competitiewedstrijd tegen Växjö DFF nadat haar voet vastbleef zitten in het kunstgras en werd met een brancard van het veld gehaald. Ze stond buitenspel voor zes weken. Ze werd op 5 mei uitgeroepen tot Damallsvenskan speelster van de maand maart. In december 2021 werd Jónsdóttir uitgeroepen tot IJslands speelster van het jaar.
Na het seizoen 2021 keerde Jónsdóttir terug bij VfL Wolfsburg. Ze maakte haar debuut in de Bundesliga op 29 januari 2022. In haar eerste basisplaats wist Jónsdóttir gelijk tweemaal tot scoren te komen in een 5-1 overwinning op 1. FC Köln. In mei 2022 werd Jónsdóttir kampioen van de Bundesliga met Wolfsburg.
Jónsdóttir werd op 11 december 2024 de eerste IJslander die viermaal tot scoren wist te komen in een Champions League wedstrijd. Ze maakte vier treffers in 25 minuten tijd nadat ze als invaller in het veld was gekomen in een 6-1 overwinning op AS Roma.
Op 21 mei 2025 tekende Jónsdóttir een tweejarig contract bij het Amerikaanse Angel City FC.

## Statistieken
| Seizoen | Club              | Land      | Competitie     | Wedstrijden | Doelpunten |
| ------- | ----------------- | --------- | -------------- | ----------- | ---------- |
| 2019    | Keflavík ÍF       | IJsland   | Úrvalsdeild    | 17          | 7          |
| 2019    | Breiðablik        | IJsland   | Úrvalsdeild    | 15          | 14         |
| 2020    | Kristianstads DFF | Zweden    | Damallsvenskan | 19          | 6          |
| 2021/22 | VfL Wolfsburg     | Duitsland | Bundesliga     | 8           | 3          |
| 2022/23 | VfL Wolfsburg     | Duitsland | Bundesliga     | 20          | 4          |
| 2023/24 | VfL Wolfsburg     | Duitsland | Bundesliga     | 11          | 3          |
| 2024/25 | VfL Wolfsburg     | Duitsland | Bundesliga     | 19          | 2          |
| Totaal  | Totaal            | Totaal    | Totaal         | 109         | 39         |

Laatste update: 22 mei 2025

## Interlandcarrière
Jónsdóttir werd voor het eerst opgeroepen voor het IJslandse nationale team voorafgaande aan een ontmoeting met Letland op 17 september 2020. Ze startte in de basis en wist na acht minuten haar eerste interlanddoelpunt te maken in de met 9-0 gewonnen wedstrijd. Op 23 september 2020 wist ze het enige IJslandse doelpunt te maken in een 1-1 gelijkspel tegen Zweden.

## Privé
Jónsdóttir werd geboren in Sandgerði, IJsland, als dochter van een IJslandse vader en een Ghanese moeder, en groeide op in Keflavík. Haar oom Þorsteinn Bjarnason was eveneens voetbalspeler en kwam uit voor het IJslandse nationale team als doelverdediger.